# Cáseda
Cáseda település Spanyolországban, Navarra autonóm közösségben. Cáseda Aibar, Sangüesa, Javier, Sos del Rey Católico, Carcastillo, Gallipienzo-Galipentzu és Sada községekkel határos. Lakosainak száma 943 fő (2024).

## Népesség
A település népessége az elmúlt években az alábbi módon változott:
| Lakosok száma | 1067 | 1042 | 1054 | 1039 | 1031 | 1014 | 969  | 974  | 952  | 943  |
|               | 2001 | 2004 | 2006 | 2009 | 2011 | 2014 | 2016 | 2019 | 2021 | 2024 |